# Hymenoxys
 Hymenoxys  Cass., 1828 è un genere di piante angiosperme dicotiledoni della famiglia delle Asteraceae, sottofamiglia Asteroideae, tribù Helenieae e sottotribù Tetraneurinae.

## Etimologia
Il nome del genere deriva da due parole greche "hymen" (= membrana) e "oxys" (= acuto) e fa riferimento alle squame aristate del pappo.
Il nome scientifico del genere è stato definito dal botanico Alexandre Henri Gabriel de Cassini (1781-1832) nella pubblicazione " Dictionnaire des Sciences Naturelles, dans lequel on traite méthodiquement des différens êtres de la nature, considérés soit en eux-mêmes, d'aprés l'état actuel de nos connoissances, soit relativement à l'utilité quén peuvent retirer la médecine, l'agriculture, le commerce et les arts. Strasbourg. Edition 2" ( Dict. Sci. Nat., ed. 2. [F. Cuvier] 55: 278) del 1828.

## Descrizione

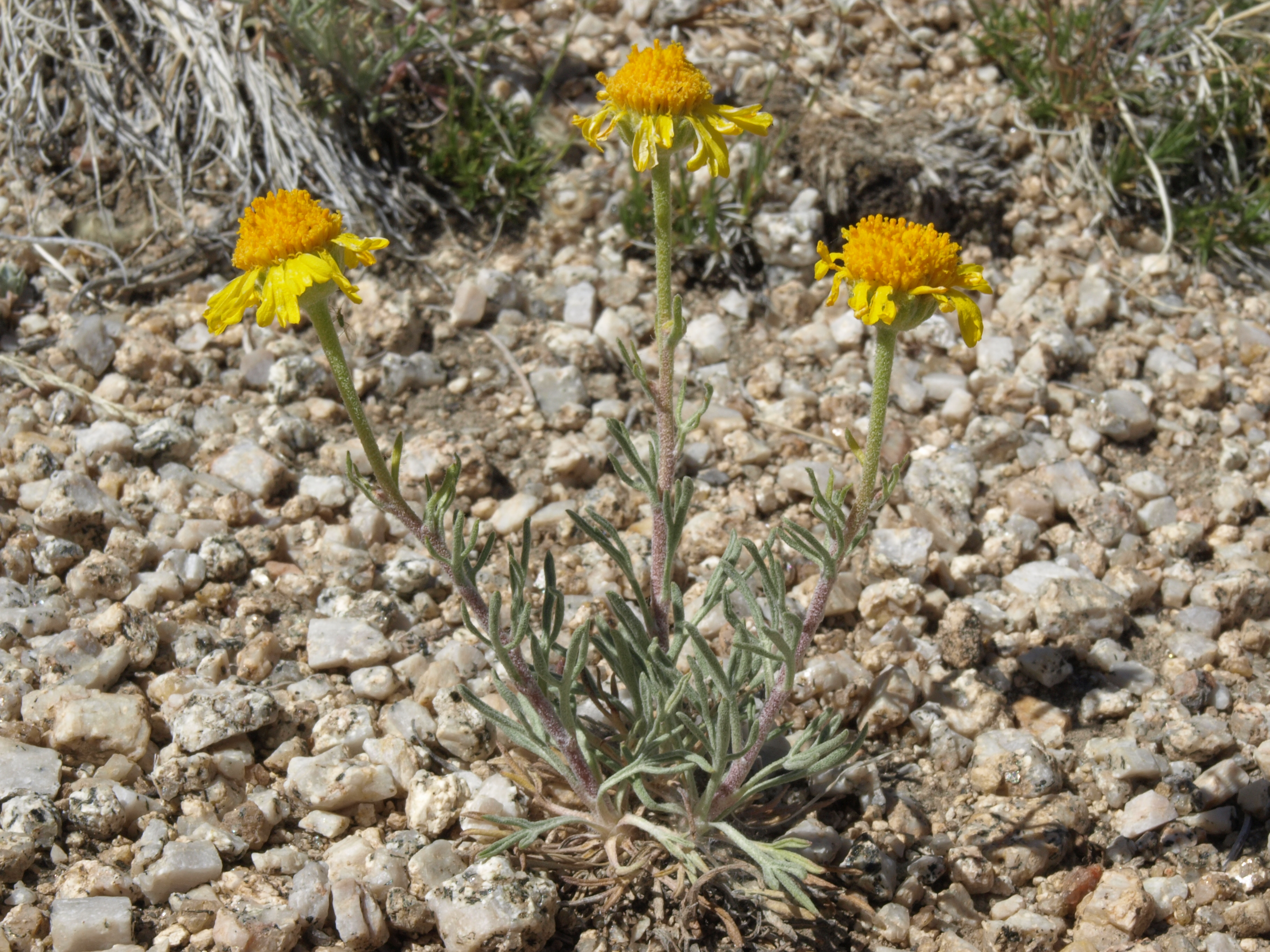
Il portamento
Hymenoxys cooperi

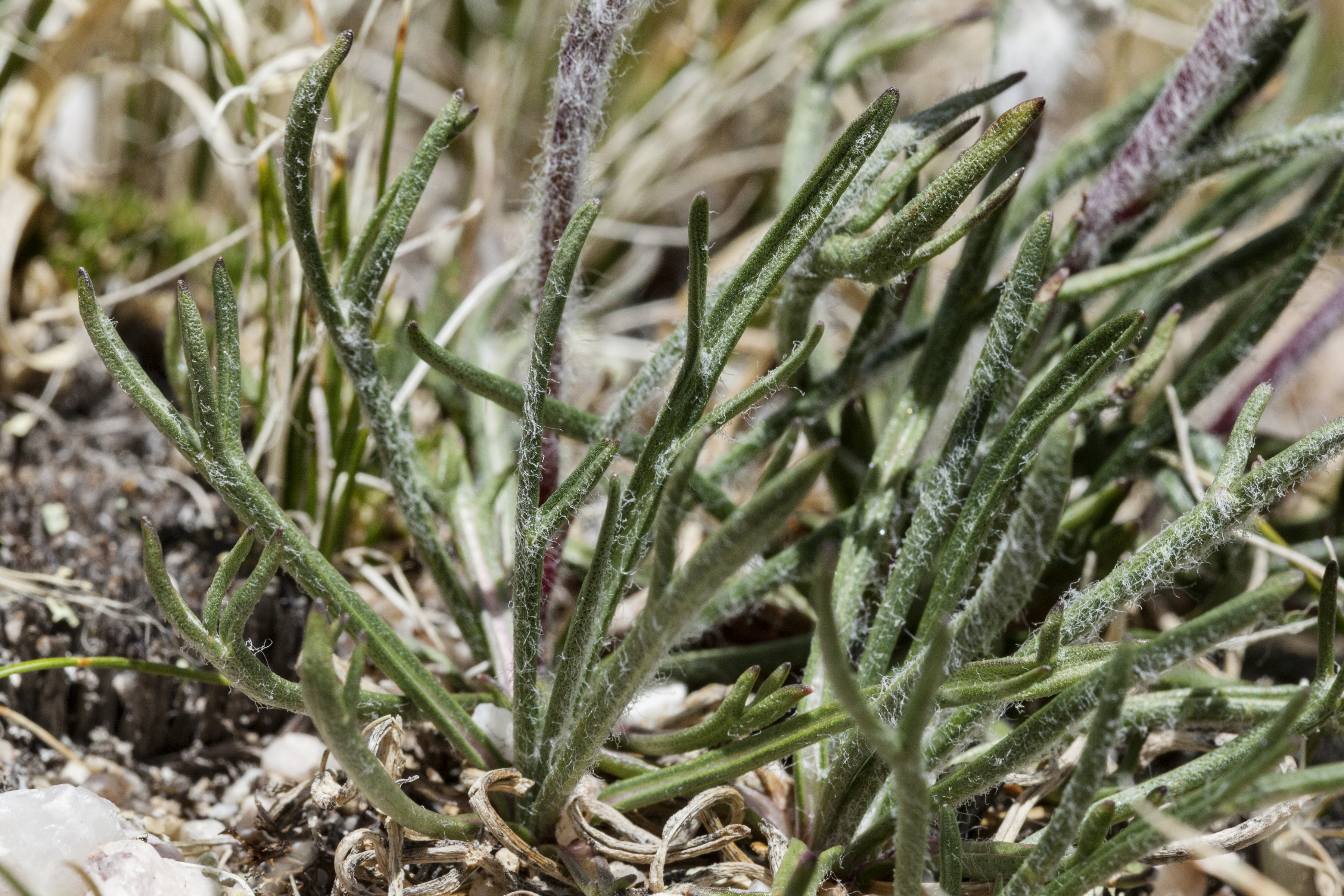
Le foglie
Hymenoxys brandegeei

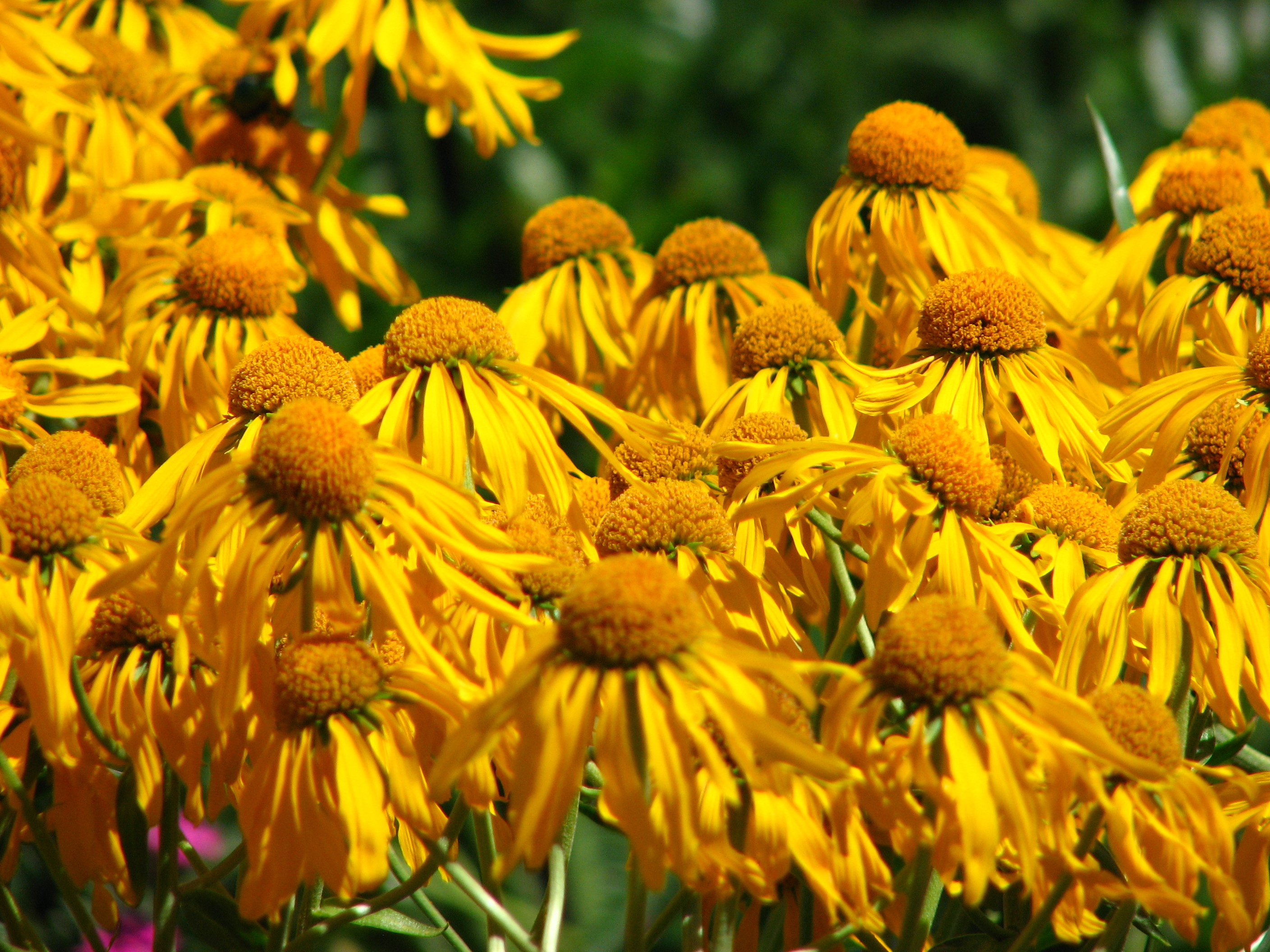
Infiorescenza
Helenium hoopesii

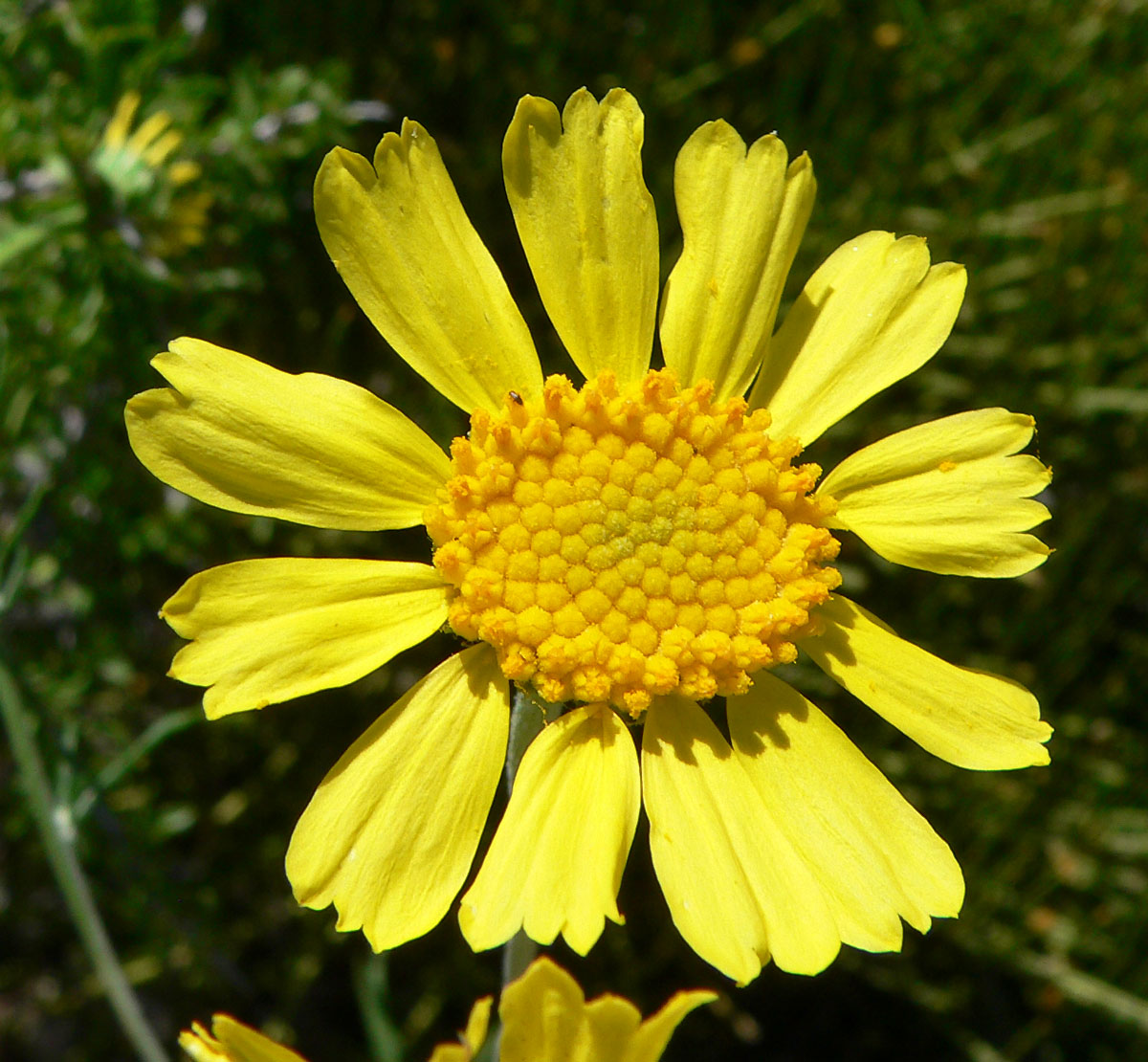
I fiori
Hymenoxys lemmonii

Portamento. Le specie di questo genere hanno un ciclo biologico annuale (bienne) o perenne; l'habitus è erbaceo, a volte con i rami addensati (fino a 30 fusti). Sono inoltre piante senza lattice.
Fusto. La parte aerea in genere è eretta o prostrata, semplice o ramosa. Talvolta le radici sono legnose e più o meno ramificate o sono presenti robusti rizomi. Altezza media: 5-120 cm.
Foglie. Le foglie, alterne, possono essere sia sessili che picciolate. La lamina, con forme da lineari a lanceolate, è intera o trilobata o pennata; raramente la forma è ovata. Le superfici possono essere sia glabre che tomentose.
Infiorescenza. Le sinflorescenze sono sia scapose che composte da diversi capolini raccolti in formazioni aperte corimbose. Le infiorescenze vere e proprie sono composte da un capolino terminale di tipo radiato o raramente discoide. I capolini sono formati da un involucro, con forme da campanulate a emisferiche, composto da diverse brattee, al cui interno un ricettacolo fa da base ai fiori di due tipi: fiori del raggio e fiori del disco. Le brattee, da 16 a 30 (massimo 50), sono piatte, a consistenza erbacea talvolta con margini scariosi, con forme variabili da strettamente ellittiche a lanceolate e sono disposte in modo più o meno embricato su 2-3 serie. Le brattee esterne sono fuse alla base. Il ricettacolo è privo di pagliette a protezione della base dei fiori; la forma del ricettacolo varia da piatta a lievemente convessa. Diametro dell'involucro: 2,5-30 mm. Diametro dei capolini: 6-32 mm.
Fiori.  I fiori sono tetra-ciclici (formati cioè da 4 verticilli: calice – corolla – androceo – gineceo) e pentameri (calice e corolla formati da 5 elementi). Si distinguono in:
- fiori del raggio (esterni): da 8 a 13 (massimo 34), sono femminili e fertili, sono disposti su una o più serie; la forma è ligulata (fiori zigomorfi);
- fiori del disco (centrali): da 25 a 150 (massimo 400), sono ermafroditi e fertili con forme tubolari (fiori attinomorfi; raramente sono funzionalmente staminali.

- Formula fiorale:

*/x K {\displaystyle \infty }, [C (5), A (5)], G 2 (infero), achenio 
- Calice: i sepali del calice sono ridotti ad una coroncina di squame.

- Corolla:

- fiori del raggio: la forma della corolla alla base è più o meno tubulosa-imbutiforme, mentre all'apice è ligulata; la ligula può terminare con 3 apici ottusi o troncati; i colori sono giallo e giallo-arancio; spesso le corolle sono decidue;
- fiori del disco: la forma è tubulare/campanulata bruscamente divaricata in 5 lobi; i lobi, patenti o eretti, hanno una forma deltata o più o meno lanceolata; i colori sono giallo e giallo-bruno. Sono presenti delle cellule sclerificate.

- Androceo: l'androceo è formato da 5 stami sorretti da filamenti generalmente liberi; gli stami sono connati e formano un manicotto circondante lo stilo; le teche, produttrici del polline, alla base sono senza coda. Le appendici delle antere variano da strettamente ovate a rotonde; le cellule delle appendici sono per lo più sclerificate. Il tessuto endoteciale, rivestimento interno dell'antera, è quasi sempre polarizzato con due superfici distinte: una verso l'esterno e una verso l'interno. Il polline è sferico con un diametro medio di circa 25 micron;  è tricolporato con tre aperture sia di tipo a fessura che tipo isodiametrica o poro ed è echinato con punte sporgenti e divergenti.

- Gineceo: l'ovario è infero uniloculare formato da 2 carpelli. Lo stilo, il recettore del polline, è profondamente bifido con due stigmi divergenti e con le linee stigmatiche marginali separate e parallele. I due bracci dello stilo, troncati o ottusi, hanno una forma da lanceolata a deltoide e possono essere papillosi o ricoperti da ciuffi di peli.

Frutti. I frutti sono degli acheni con o senza pappo. L'achenio ha una forma obconica con al massimo 10 coste longitudinali; la superficie è glabra o densamente pubescente oppure sericea. Il pappo è formato da 2-11 scaglie a forma ovata; le scaglie sono inoltre acuminate e aristate. Dimensione degli acheni: 1,4-4,7 mm.

## Biologia
Impollinazione: l'impollinazione avviene tramite insetti (impollinazione entomogama tramite farfalle diurne e notturne).

Riproduzione: la fecondazione avviene fondamentalmente tramite l'impollinazione dei fiori (vedi sopra).

Dispersione: i semi (gli acheni) cadendo a terra sono successivamente dispersi soprattutto da insetti tipo formiche (disseminazione mirmecoria). In questo tipo di piante avviene anche un altro tipo di dispersione: zoocoria. Infatti gli uncini delle brattee dell'involucro (se presenti) si agganciano ai peli degli animali di passaggio disperdendo così anche su lunghe distanze i semi della pianta. Inoltre per merito del pappo (se presente) il vento può trasportare i semi anche a distanza di alcuni chilometri (disseminazione anemocora).

## Distribuzione e habitat
Le specie di questo genere sono distribuite in America versante del Pacifico del nord e del sud.

## Sistematica
La famiglia di appartenenza di questa voce (Asteraceae o Compositae, nomen conservandum) probabilmente originaria del Sud America, è la più numerosa del mondo vegetale, comprende oltre 23.000 specie distribuite su 1.535 generi, oppure 22.750 specie e 1.530 generi secondo altre fonti (una delle checklist più aggiornata elenca fino a 1.679 generi). La famiglia attualmente (2021) è divisa in 16 sottofamiglie; la sottofamiglia Asteroideae è una di queste e rappresenta l'evoluzione più recente di tutta la famiglia.

### Filogenesi
Il gruppo di questa voce è descritto nella sottotribù Tetraneurinae caratterizzata da brattee erette all'antesi, da venature delle corolle che s'incontrano agli apici dei lobi e dalle appendici delle antere ricoperte da tricomi ghiandolari sulla faccia abassiale.
Nell'ambito della sottotribù  Hymenoxys si trova, da un punto di vista filogenetico, in una posizione intermedia tra quella "basale" di Baileya e il "core" del gruppo.
I caratteri distintivi del genere sono:
- le foglie sono glabre o tomentose;
- le brattee esterne sono parzialmente connate;
- le corolle dei fiori del raggio sono decidue.

Il numero cromosomico delle specie di questa voce è: 2n = 30.
Nella tabella sottostante sono indicati alcuni sottogeneri con le rispettive specie.
| Sottogenere                    | Specie                                                                                               |
| ------------------------------ | --- |
| Phileozera (Buckley) Cockerell | H. odorata - H. chrysanthemoides                                                                     |
| Plummera (A. Gray) Bierner     | H. ambigens                                                                                          |
| Dugaldia (Cassini) Bierner     | H. hoopesii - H. integrifolia - H. pinetorum                                                         |
| Rydbergia (Greene) Bierner     | H. brandegeei - H. grandiflora - H. insignis                                                         |
| Macdougalia A. Heller) Bierner | H. bigelovii                                                                                         |
| Picradenia (Hooker) Cockerell  | H. richardsonii - H. subintegra - H. cooperi - H. lemmonii - H. rusbyi - H. jamesii - H. brachyactis |

### Elenco delle specie
Questo genere ha 26 specie:
A ...C
- Hymenoxys ambigens (S.F.Blake) Bierner
- Hymenoxys anthemoides Cass.
- Hymenoxys bigelovii (A.Gray) K.F.Parker
- Hymenoxys brachyactis Wooton & Standl.
- Hymenoxys brandegeei (Porter ex A.Gray) K.F.Parker
- Hymenoxys cabrerae K.F.Parker
- Hymenoxys chrysanthemoides (Kunth) DC.
- Hymenoxys cooperi Cockerell

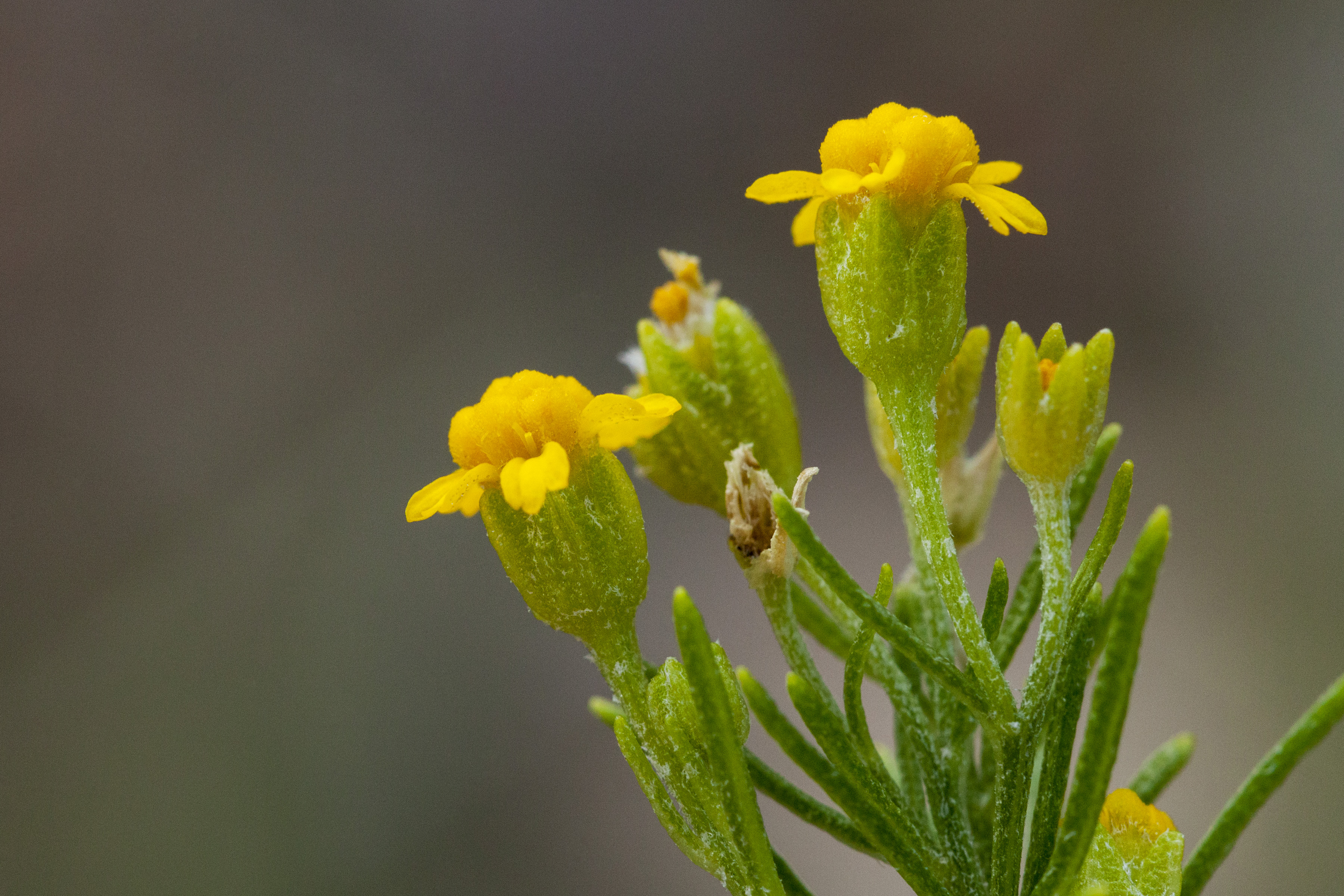
Hymenoxys ambigens
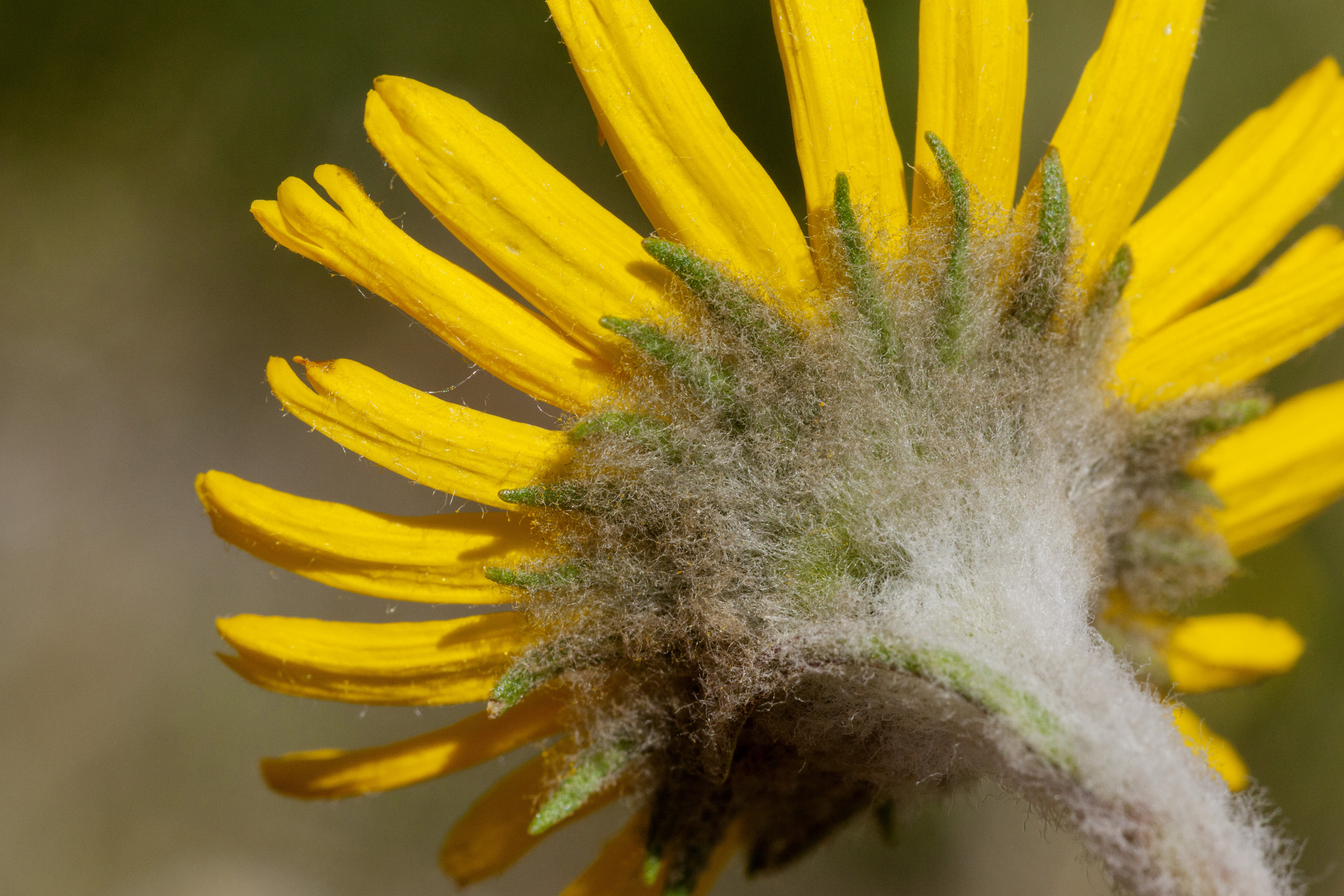
Hymenoxys brandegeei
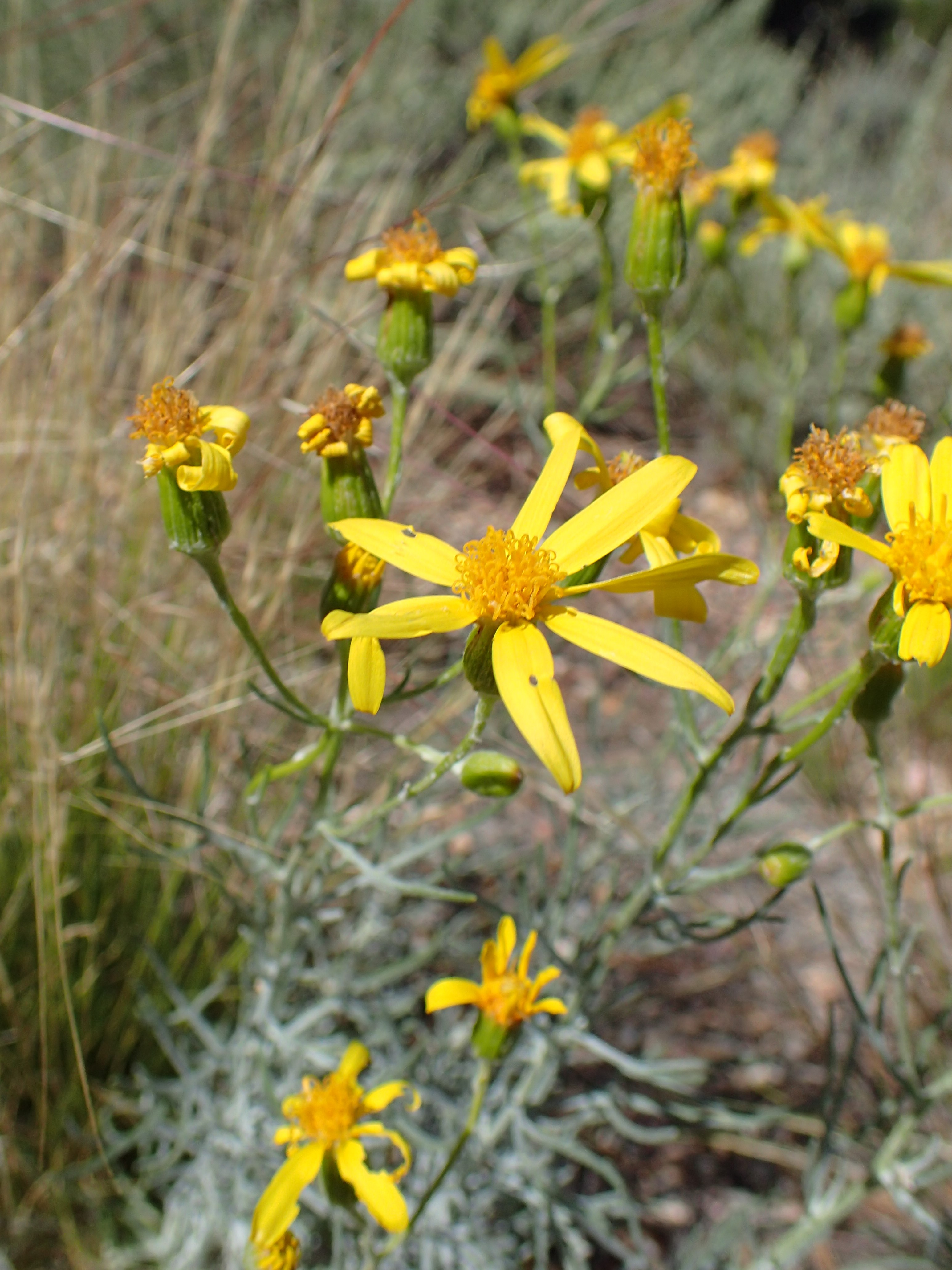
Hymenoxys cooperi

G...J
- Hymenoxys grandiflora (Torr. & A.Gray) K.F.Parker
- Hymenoxys helenioides Cockerell
- Hymenoxys hoopesii (A.Gray) Bierner
- Hymenoxys insignis (A.Gray ex S.Watson) Cockerell
- Hymenoxys integrifolia (Kunth) Bierner
- Hymenoxys jamesii Bierner

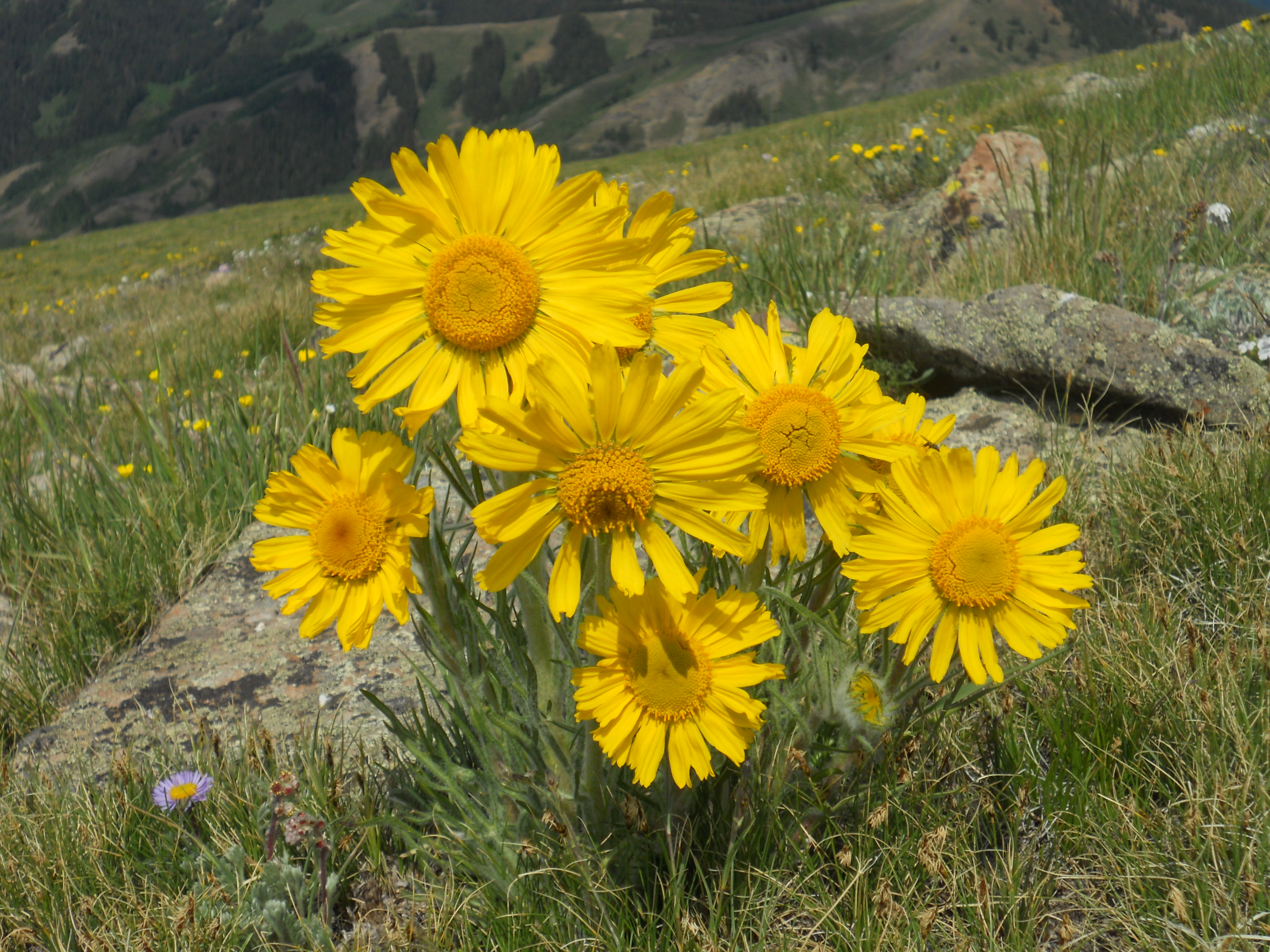
Hymenoxys grandiflora
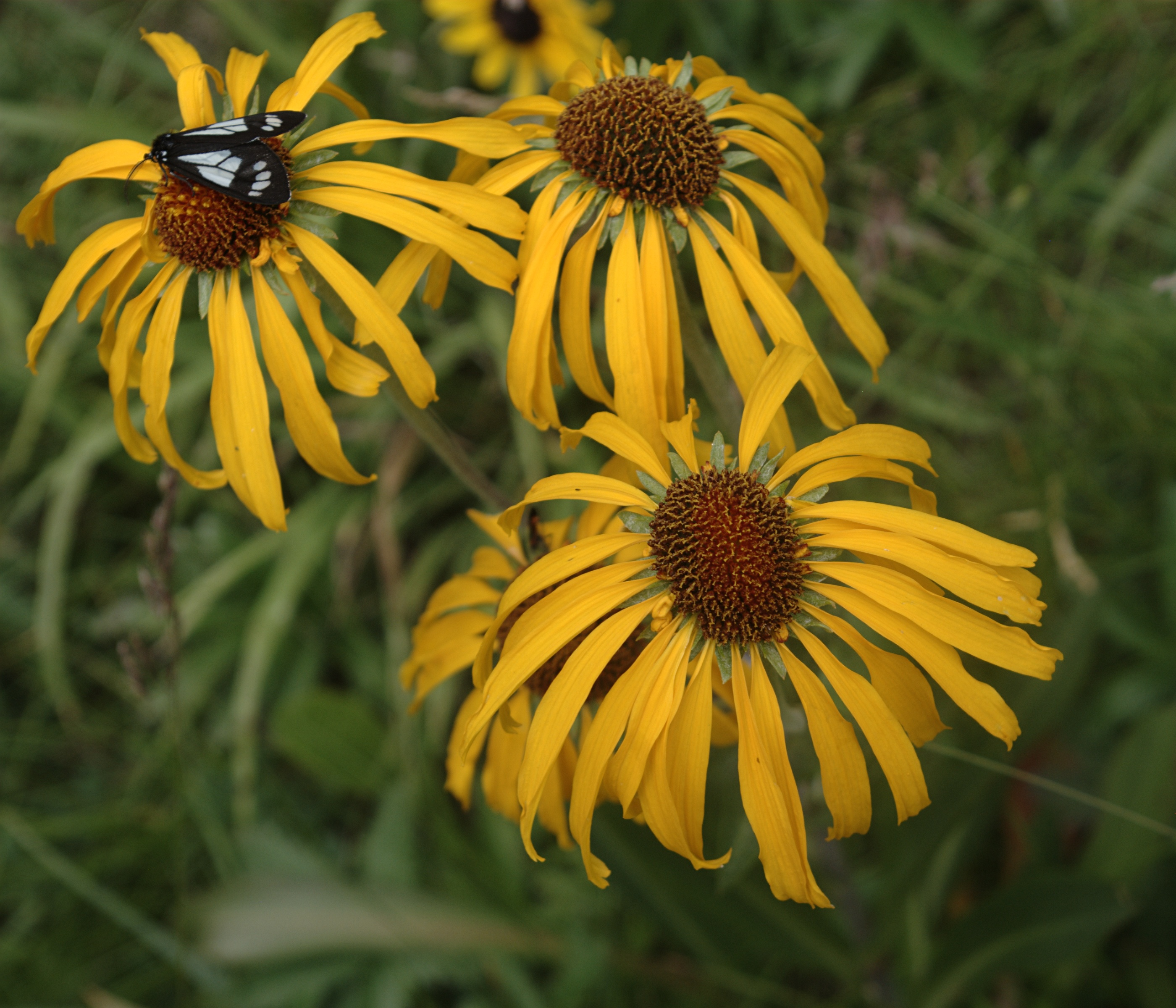
Hymenoxys hoopesii
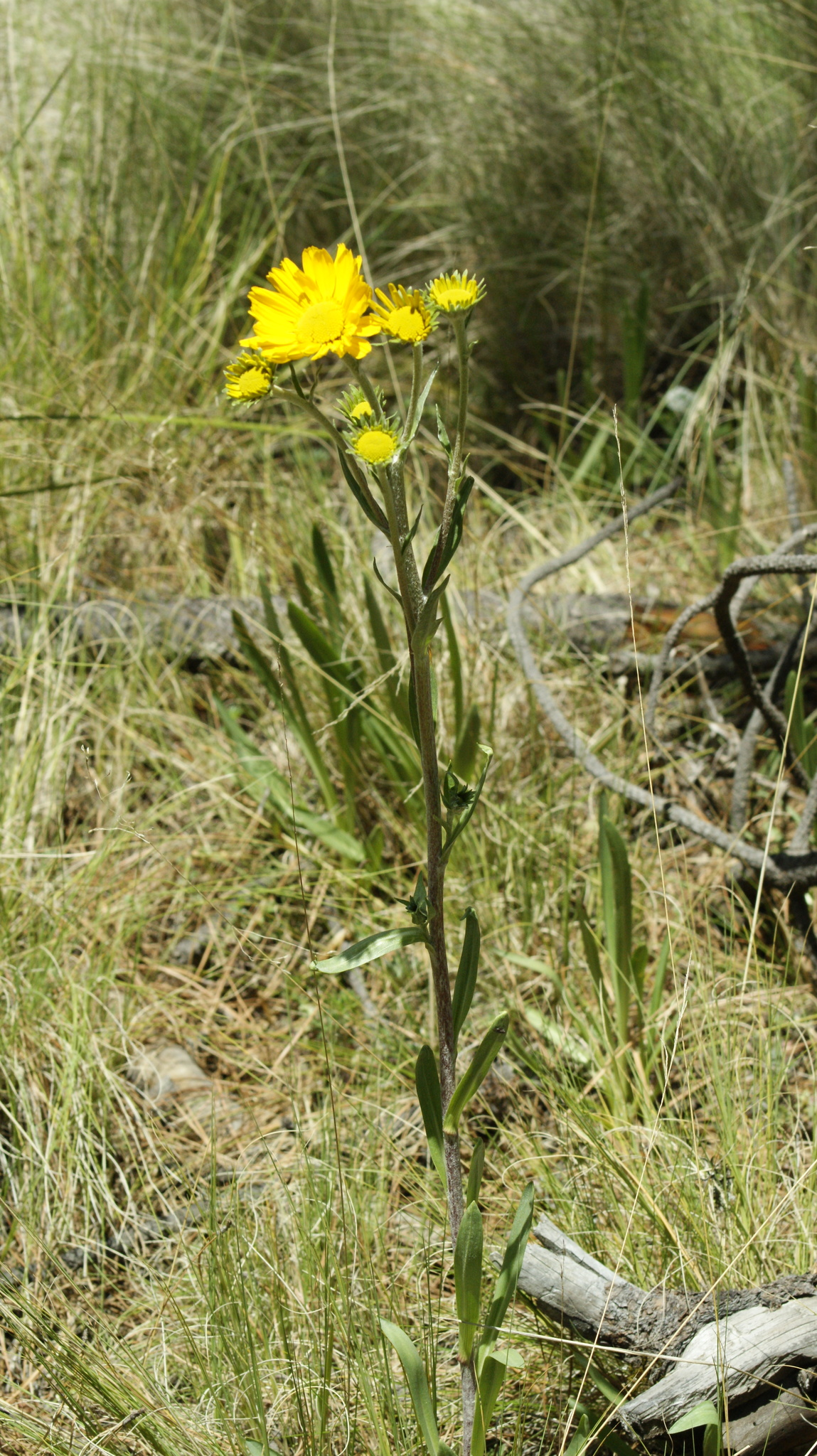
Hymenoxys integrifolia

L...Q
- Hymenoxys lemmonii Cockerell
- Hymenoxys megapotamica (Spreng.) P.L.R.Moraes
- Hymenoxys odorata DC.
- Hymenoxys perpygmaea W.C.Holmes, Singhurst & Mink
- Hymenoxys pinetorum (Standl.) Bierner
- Hymenoxys quinquesquamata Rydb.

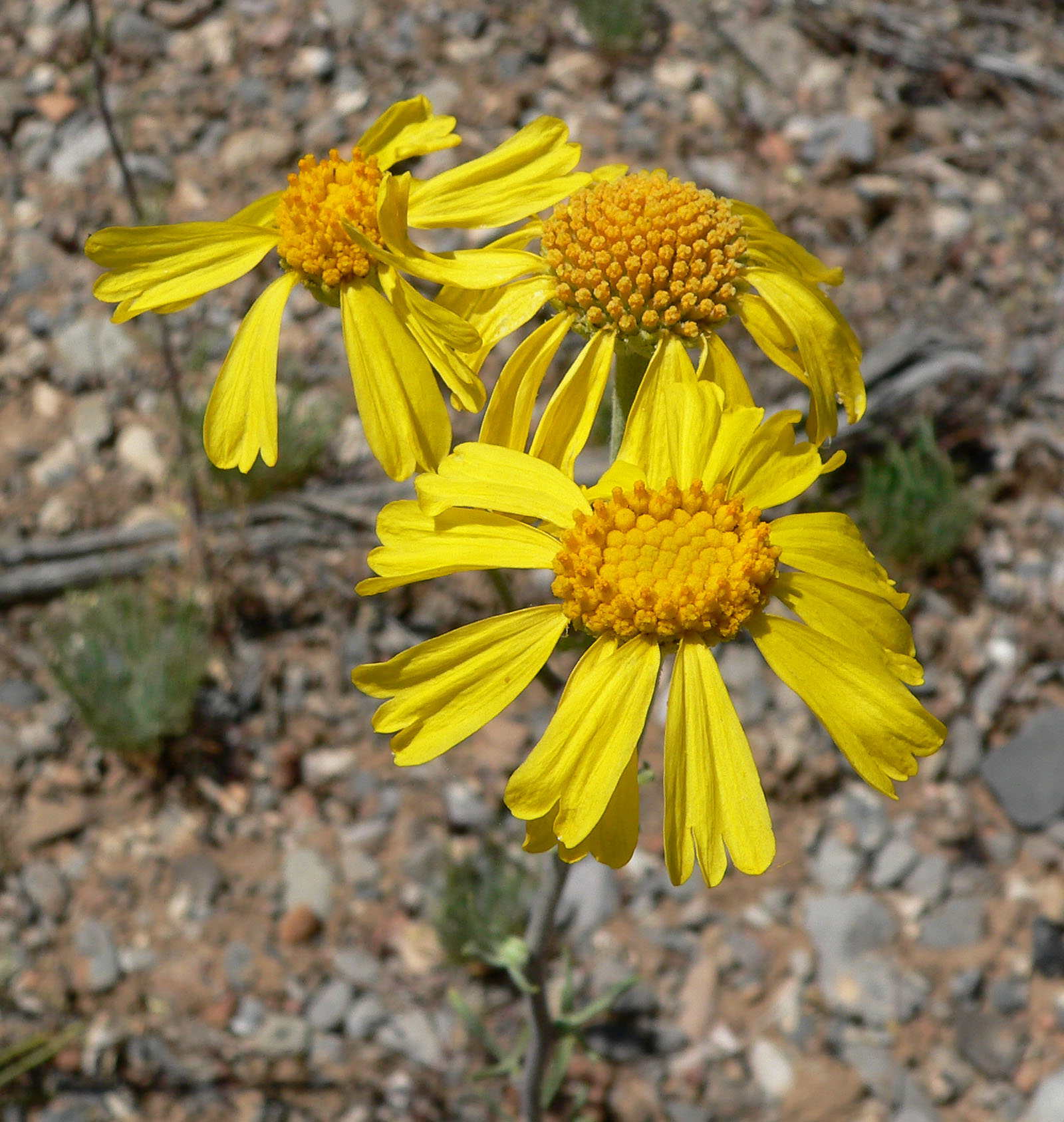
Hymenoxys lemmonii
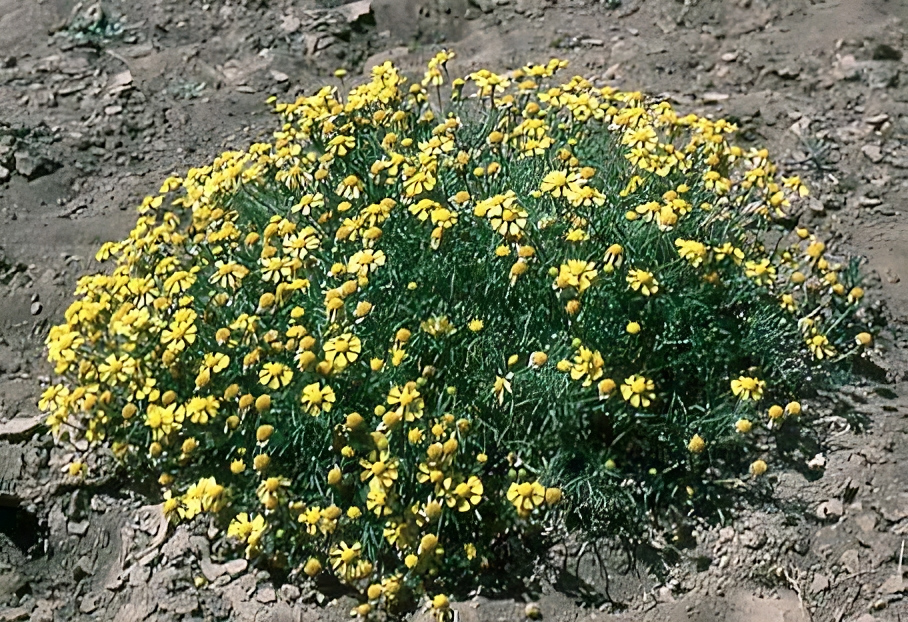
Hymenoxys odorata

R...V
- Hymenoxys richardsonii (Hook.) Cockerell
- Hymenoxys robusta (Rusby) K.F.Parker
- Hymenoxys rusbyi Cockerell
- Hymenoxys subintegra Cockerell
- Hymenoxys texana Cockerell
- Hymenoxys vaseyi (A.Gray) Cockerell

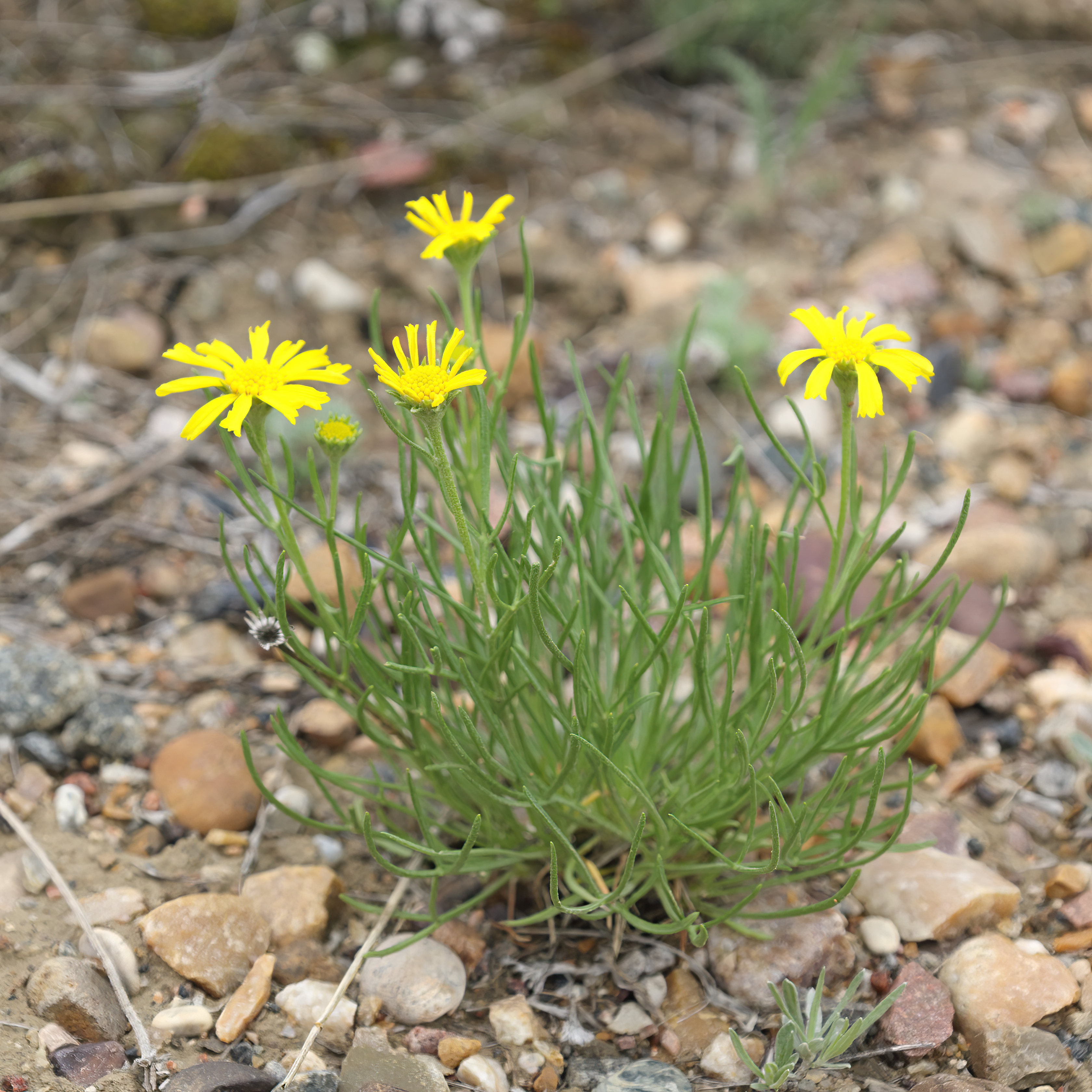
Hymenoxys richardsonii
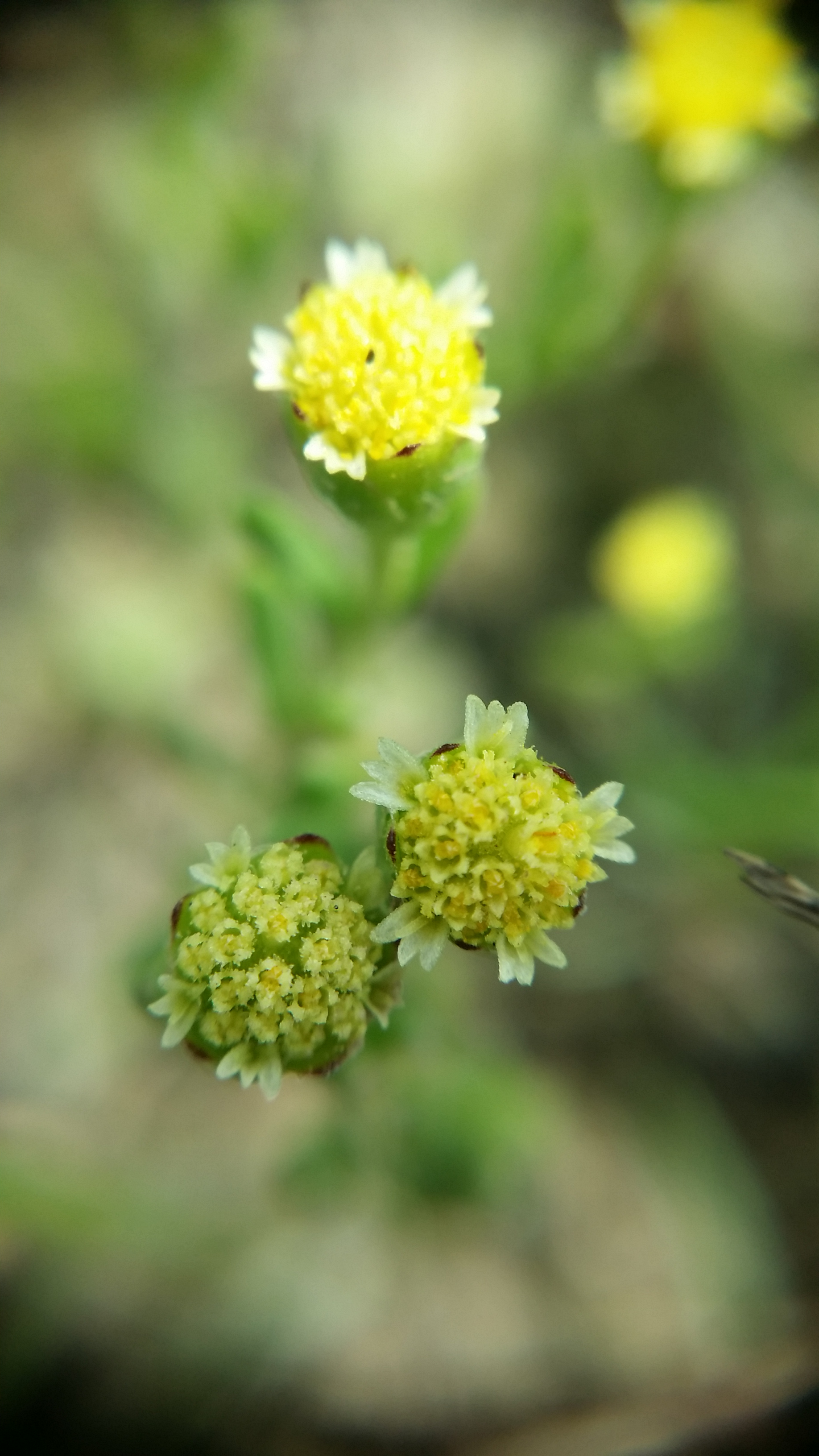
Texas Prairie Dawn

### Sinonimi
Sono elencati alcuni sinonimi per questa entità:
- Dugaldia Cass.
- Macdougalia  A.Heller
- Oxylepis  Benth.
- Phileozera  Buckley
- Picradenia  Hook.
- Plummera  A.Gray
- Rydbergia  Greene